# Klaus Zoch
Klaus Zoch (* 30. April 1953 in Zell am Harmersbach) ist ein deutscher Spieleautor und Unternehmer. Er ist Mitgründer der Spieleverlage Zoch Verlag, HUCH! & friends (heute HUCH!) und anderer Kleinverlage sowie Mitbegründer des Spielehandelsunternehmens Hutter Trade. Seine Spiele wurden u. a. mit dem Kinderspiel des Jahres und dem Deutschen Kinderspielepreis ausgezeichnet.

## Leben und Werk
Klaus Zoch wuchs in Hornberg auf und legte 1972 das Abitur in Hausach ab. Nach dem Zivildienst studierte Zoch ab 1974 Physik in Freiburg, brach das Studium aber 1982 ab. Anschließend arbeitete er in einem Ökoladen und in einem Versteigerungshaus. Ab 1984 beschäftigte er sich mehr mit Spielen, ab 1985 entwickelte er eigene Spiele. 
1987 gründete er gemeinsam mit seinem Schulfreund Albrecht Werstein den Zoch Verlag und wurde hauptberuflicher Spieleerfinder und -hersteller. Im ersten Jahr des Zoch-Verlages erschienen seine Spiele Bausack, Mäusefest und Schneckenrennen. 
1988 zog Zoch nach Frankreich in die Vogesen. 1993 wurde der Zoch-Verlag in eine GmbH umgewandelt, und Klaus Zoch kaufte ein Bauernhaus in Clefcy (Frankreich), wo er 1999 die Firma Jeux des Clefcy gründete. 2004 gründete er gemeinsam mit Hermann Hutter und Albrecht Werstein das Spielehandelsunternehmen Hutter Trade sowie den Spieleverlag HUCH & friends; 2007 mit Henry Buck und Volker Maas den Spieleverlag Chili Spiele.

## Auszeichnungen
- Spiel des Jahres
  - Bausack: Auswahlliste 1988
  - Zicke Zacke Hühnerkacke:	Sonderpreis „Kinderspiel“ 1998
  - Zapp Zerapp (zusammen mit Heinz Meister): Nominiert 2001
  - Beppo der Bock (zusammen mit Peter Schackert): Kinderspiel des Jahres 2007

- Deutscher Spielepreis
  - Flußpiraten: 9. Platz 1991
  - Zapp Zerapp: Deutscher Kinderspielepreis 2001

- À-la-carte-Kartenspielpreis
  - Das Hornberger Schießen: 5. Platz 1994

- MinD-Spielepreis
  - Professor Pünschge: MinD-Spieletipp 2011